# Елізабет Тойрер
Елізабет Тойрер (нім. Elisabeth Theurer, 20 вересня 1956) — австрійська вершниця.
Олімпійська чемпіонка 1980 року в індивідуальній виїздці, учасниця 1984, 1992 років.
Чемпіонка Європи з виїздки 1979 року в індивідуальній виїздці.